# Schoenocephalium
Schoenocephalium Seub. è un genere  di piante erbacee appartenenti alla famiglia Rapateaceae, diffuso nell'America tropicale, nella regione di confluenza tra Colombia, Venezuela e Brasile.

## Biologia
Le specie di questo genere si riproducono per impollinazione ornitogama ad opera di diverse specie di colibrì.

## Tassonomia
Il genere comprende le seguenti specie:
- Schoenocephalium cucullatum Maguire, 1958
- Schoenocephalium martianum Seub., 1847
- Schoenocephalium schultesii Maguire, 1958
- Schoenocephalium teretifolium Maguire, 1958